# Contea di Hamilton (Tennessee)
La contea di Hamilton (Hamilton County in inglese) è una contea dello Stato del Tennessee, negli Stati Uniti. Si situa nella parte sud-orientale del Tennessee, al confine con la Georgia. Nel 2020 la popolazione era di 366 207 abitanti, rendendola la quarta contea più abitata dello stato.
Il capoluogo è Chattanooga, situata sul Fiume Tennessee. La contea ha preso il nome da Alexander Hamilton, primo segretario al tesoro.